# Disco de Teodosio

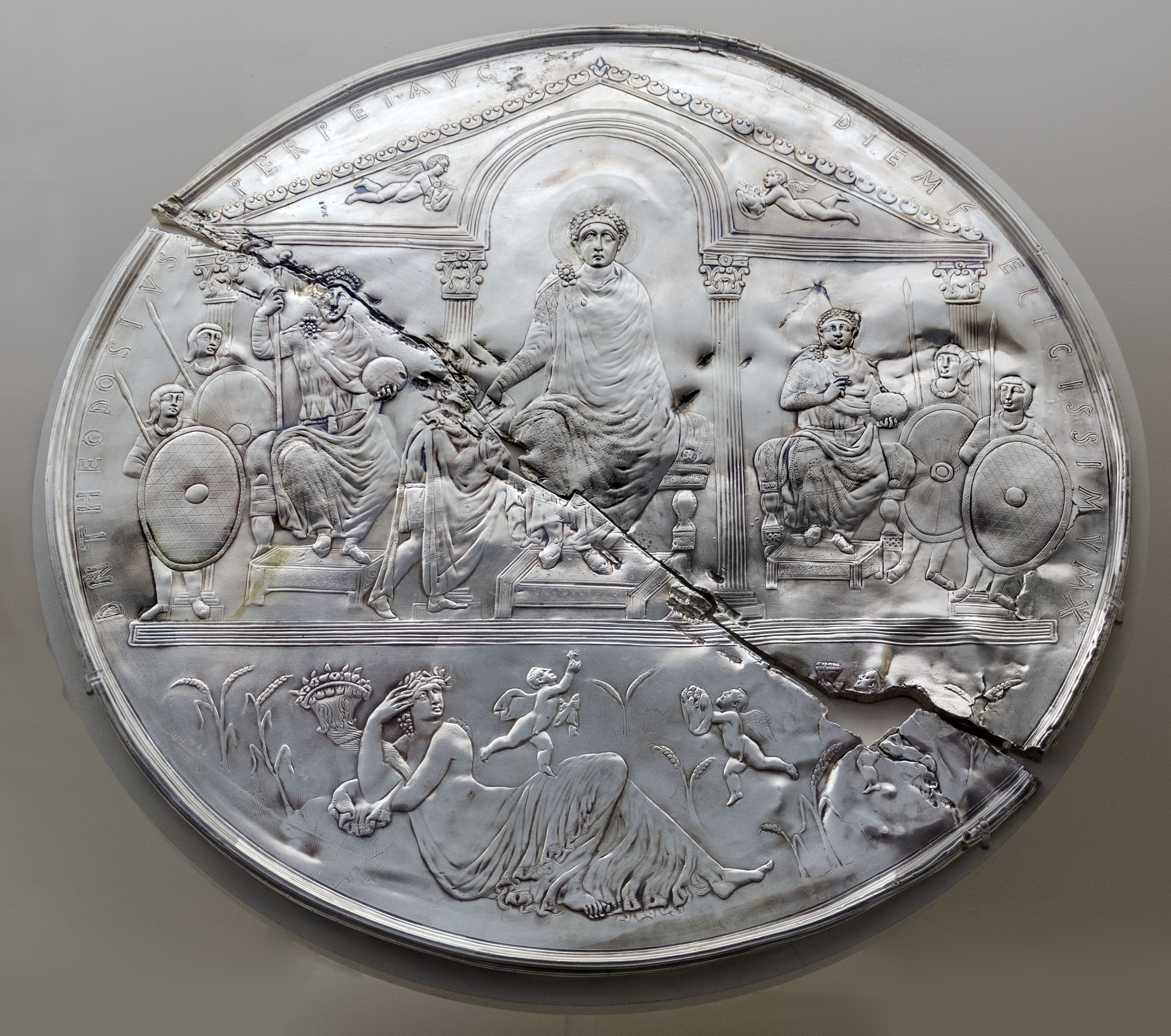
Copia del Disco de Teodosio, hallado en Almendralejo en 1847. Museo Nacional de Arte Romano, Mérida.

El Disco de Teodosio es un objeto ceremonial tardoimperial romano que se conserva en la Real Academia de la Historia, conmemorando el décimo o el decimoquinto aniversario (decennalia o quindecennalia) del reinado del emperador romano Teodosio I el Grande, en los años 388 o 393. Fabricado en plata con una ley de 0.976, tiene un diámetro de 74 cm. Fue encontrado doblado sobre sí mismo; los intentos de los halladores para repartírselo motivaron un corte diagonal a cizalla completo, de izquierda a derecha, y otros daños hoy restaurados.

## Historia
Proviene de un tesoro de objetos de plata que incluía también dos copas (luego perdidas), descubierto el 25 de agosto de 1847 en Almendralejo (Badajoz), cerca de Mérida. Está hecho de plata sólida, con trazas de dorado en la inscripción y otras zonas. Los objetos de este tipo de platería imperial que han sobrevivido son escasos. Aunque su definición más extendida es la de missorium, una gran bandeja ceremonial que el emperador enviaría como obsequio, podría ser también un clipeus o escudo.
Fue fabricado probablemente en Constantinopla para la conmemoración del décimo o decimoquinto aniversario (decennalia o quindecennalia) del reinado del emperador romano Teodosio I el Grande, en 388 o 393. Se trata de uno de los mejores ejemplos que ha sobrevivido a lo largo de los siglos de la orfebrería y la imaginería imperial de la Antigüedad tardía.
Muestra al Emperador en una fachada monumental de estilo corintio, bajo el arco de un frontón de estilo sirio, haciendo entrega de un decreto (posiblemente un nombramiento) a un oficial. Está flanqueado por sus dos coemperadores, que pueden ser Valentiniano II y Arcadio, o bien sus hijos Arcadio y Honorio, dependiendo de si la fecha correcta es 388 o 393, y flanqueados a su vez por cuatro soldados de las auxilia palatina. Bajo la escena principal hay una serie de figuras alegóricas. 
La inscripción que rodea todo el conjunto reza: D(ominus) N(oster) THEODOSIVS PERPET(uus) AVG(ustus) OB DIEM FELICISSIMVM X (la lectura más extendida y citada) o bien un XV, leyendo una diminuta "V" (esto es, un 5) sobre el "X".
El disco muestra a Teodosio I el Grande. Nacido en Hispania, fue emperador de 379 a 395 y con él el cristianismo fue ya, definitivamente, la religión oficial del Imperio. Es el último emperador que lo fue de todo el Imperio (Oriente y Occidente), en una época en que el territorio se dividía para su gobierno en dos o cuatro zonas (en ese caso con dos augustos y dos césares), según el modelo de la "tetrarquía", instaurado por Diocleciano. Hubo períodos, no obstante, en que el poder de ambas zonas recaía en una sola persona, como ocurrió también con Constantino. A partir de los herederos de Teodosio las dos partes del Imperio ya no volvieron a gobernarse más bajo un solo cetro. Precisamente (con la fecha del 393 d. C.), el disco muestra a Teodosio con sus dos hijos, que heredaron respectivamente el Imperio de Oriente y el de Occidente. El de Occidente apenas perduró unas décadas hasta la definitiva caída de Roma en poder de los bárbaros. El de Oriente perduró con el nombre de Imperio Romano hasta la caída de Constantinopla (antigua Bizancio, hoy Estambul) en poder de los turcos. El nombre bizantino lo usan los historiadores para distinguir esta etapa medieval del imperio oriental del coetáneo Sacro Imperio Romano Germánico (que desde Otón I llega hasta su desaparición a principios del siglo XIX, dando lugar al Imperio Austro-Húngaro y a la Confederación Germánica) y del antiguo imperio romano, antes de la definitiva desmembración.
Su motivo iconológico es conocido como la traditio legis y fue más tarde transformado del arte imperial de la Antigüedad tardía al arte cristiano, en el icónico Cristo en majestad. Teodosio se muestra más grande que las demás figuras, como es usual en el hierático estilo de la época, a pesar del hecho de que (con la fecha tradicional del 388) Valentiniano II había sido nombrado emperador desde hacía más tiempo. Esta contravención del rígido protocolo imperial, que se presenta si se acepta la fecha del 388 d. C., se resuelve en cambio fechándolo en el año 393 d. C., debido a la muerte de Valentiniano II en el 392, y a la supremacía de Teodosio sobre sus dos hijos. 
Los tres emperadores tienen halos, como es usual en este período. Aunque todos eran cristianos, no hay elementos cristianos específicos en la iconografía.

## Iconografía
El tema de la decoración es el emperador en el trono con sus emperadores Co reinantes. Una inscripción al su alrededor permite identificarlo con D (ominus) N (oster) THEODOSIVS Perpet (UUS) AVG (ustus) OB DIEM FELICISSIMVM X
es decir: "Nuestro Señor Teodosio, emperador para siempre, en la ocasión más feliz del décimo aniversario [de su reinado]."
La inscripción indica que el plato se hizo en el momento de las decenales de un emperador llamado Teodosio. La presencia de dos corregentes nos permite excluir inmediatamente a Teodosio II, que tenía un solo corregente — su tío Flavio Honorio — en el momento del décimo aniversario de su reinado, celebrado en 412. Esto indica las decenales de Teodosio I, el 19 de enero de 388. celebradas cuando el emperador se alojaba en Tesalónica desde septiembre de 387 hasta abril de 388. Algunos han concluido que el disco fue obra de un taller de la ciudad, pero es más probable que fuera pedido de los talleres imperiales en Constantinopla; otros creen que el taller imperial habría seguido al emperador en sus viajes.
Algunos ejemplos de esta plata imperial han sobrevivido; sólo diecinueve artículos, todos datan del siglo IV y producido por seis diversos emperadores, aunque diez son para Licinio. 
En esta serie , el Disco de Teodosio se distingue porque es el último - aunque la práctica probablemente continuó durante otros dos siglos - y porque lleva la más elaborada decoración: los únicos otros ejemplos bien conservados son la placa de Kerch, conservada en el Museo del Hermitage en San Petersburgo, mostrando a Constancio II a caballo, y la de Valentiniano I o Valentiniano II en Ginebra.
Un fragmento de un tesoro encontrado en Groß Bodungen era probablemente el más cercano al disco de Teodosio I en el diseño, pero está demasiado dañado para permitir una identificación o una datación precisa. Otros ejemplos de plata aristocrática han sobrevivido, como el tesoro de Mildenhall probablemente datados algunos años antes, o el tesoro de Sevso.
Jutta Meischner reubica el disco de Teodosio en el siglo V d. C., al año 421. Ella sostiene que el emperador es Teodosio II, flanqueado por Honorio a la derecha y Valentiniano III a la izquierda. Meischner constituye esta interpretación describiendo el disco como una obra de estilo, calidad de ejecución y mano de obra ejemplares del imperio romano de Occidente. Argumenta que características como estas no son coherentes con la época de Teodosio I.
Arne Effenberger ha argumentado contra esta interpretación, afirmando que Teodosio II se convirtió en autócrata en el año 408 d. C., por lo tanto su 10 º aniversario de reinado se habría llevado a cabo en 418 y no en 421. Cree que por lo tanto que es improbable que aniversario especificado en la inscripción date el reinado de Teodosio II.
Sin embargo, Meischner basa su argumentación en la inscripción mencionando que un décimo aniversario imperial pretendía celebrar la continuación de la dinastía de diez años después de llegar al poder Teodosio II en 418, tras la muerte de su padre Arcadio en 408. Sobre la base de esta evidencia (conforme lo discutido por Alicia Canto, véase más abajo), ella cree que es más probable que sea un encargo de  Gala Placidia y producido en Ravena alrededor de 421 d. C. como regalo para su sobrino Teodosio II.
Ella admite que la lectura de los números romanos inscritos en el disco por Alicia Canto en su estudio detallado (que se presentó en la misma conferencia de Madrid), como 'quindecennalia' el decimoquinto aniversario de imperial, en contraposición a la lectura común de 'decennalia', da una nueva perspectiva y revaluación de la historia, las circunstancias de la Comisión del disco a Gala Placidia, sus funciones y procedencia sin resolver.

## Naturaleza
Tradicionalmente interpretado como missorium, una gran bandeja ceremonial enviada por el emperador a las distintas provincias como donum, podría tratarse más bien de un clípeo o escudo, como intentó demostrar en 1849 sin mucho éxito el citado anticuario de la Real Academia de la Historia Antonio Delgado Hernández y ha sostenido más recientemente la profesora de la UAM Alicia Canto.